# Baetis buceratus
Baetis buceratus är en dagsländeart som beskrevs av Eaton 1870. Baetis buceratus ingår i släktet Baetis, och familjen ådagsländor. Arten är reproducerande i Sverige.